# FK Poreč Donji Milanovac

FK Poreč je nogometni klub iz Donjeg Milanovca, osnovan 1932. godine.
Boje kluba su bijela i plava. FK Poreč igra na stadionu Lepenski Vir, a trenutačno se natječe u Pomoravsko-Timočkoj zoni.